# خانوار پاپ
خانوار پاپ (انگلیسی: Papal household), لاتین: Pontificalis Domus)، که تا سال ۱۹۶۸ به نام دربار پاپی (Aula Pontificia) شناخته می‌شد، شامل مقامات برجسته‌ای است که به پاپ در اجرای مراسم خاص، چه مذهبی و چه مدنی، کمک می‌کنند.
این خانوار به دو بخش تقسیم می‌شود: کلیسای پاپی (Cappella Pontificia)، که به پاپ در وظایف او به عنوان رئیس معنوی کلیسا، به‌ویژه در مراسم مذهبی کمک می‌کند؛ و خانوار یا خانهٔ پاپی (Familia Pontificia)، که به او به عنوان رئیس یک نهاد حقوقی با وظایف مدنی یاری می‌رساند.

## ساختار امروزی
خانوار پاپ بخشی از کوریای رم است. ادارهٔ سرپرستی خانوار پاپ دفتر مسئول مدیریت خانوار پاپ است.

### کلیسای پاپی
کلیسای پاپی شامل روحانیونی است که در مراسم مذهبی شرکت می‌کنند و لباس‌های آیینی یا لباس‌های مناسب مقام و وظیفهٔ خود را بر تن دارند.
به‌طور تاریخی، مراسم عبادی آوازی به‌طور روزانه در کاخ پاپ برگزار می‌شد و پاپ شخصاً در این مراسم یا به‌عنوان برگزارکننده یا همراه شرکت می‌کرد. پس از بازگشت پاپ‌ها از ایالت پاپی اوینیون، این مراسم عمومی رسمی در کلیسای سیستین یا در روزهای با اهمیت ویژه در کلیسای سن پیترو برگزار می‌شد. با این حال، در طول قرن نوزدهم، برگزاری روزانهٔ این مراسم عبادی متوقف شد.
در سال ۱۹۶۸، موتو پروپریو Pontificalis Domus برخی از عناوین اعضای مختلف کلیسای پاپی را لغو کرد. در حال حاضر، اعضای آن شامل اعضای مذهبی خانوار پاپی (Familia Pontificalis، نه Domus Pontificalis) به معنای محدود هستند و همچنین شامل:: ۱۲۳۲–۱۲۳۳ 
1. مجمع کاردینال‌ها
2. پاتریارکها
3. اسقف اعظمانی که ریاست مجمع‌های کوریای رم را برعهده دارند
4. نایب کامرلنگو کلیسای کاتولیک رم
5. دبیران مجمع‌های کوریای رم
6. نایب رئیس دادگستری رسولی
7. دبیر دیوان عالی دادگستری رسولی
8. رئیس دادگاه رُتای رم
9. سرپرستان کمیسیون‌های پاپی
10. راهب بزرگ صومعه بندیکتین و رؤسای کلی قانون‌مداران منظم و رهبانیت
11. رئیس عمومی یا در غیاب او، دادستان عمومی طریقت‌های صدقه‌گیر
12. قضات عالی دادگاه رُتای رم
13. اعضای فصل کلیسایی کلیسای سن پیترو، بازیلیکای سنت جان لاتران و سانتا ماریا ماجوره
14. کشیشان (شبانیون) رم
15. (دو) روحانی کلیسای پاپی
16. کسانی که به‌طور شخصی به پاپ خدمت می‌کنند

خانوار پاپی (Familia Pontificalis)
اعضای این مجموعه به دو گروه تقسیم می‌شوند: روحانی و غیرروحانی.
اعضای روحانی: :۱۲۳۳
1. قائم مقام امور عمومی دبیرخانه دولت
2. دبیر روابط با دولت‌ها
3. خدمتگزار صدقه‌های پاپ
4. رئیس آکادمی کلیسایی پاپی
5. الهی‌دان خانوار پاپی
6. انجمن کاتبان رسولی
7. کاتبان رسولی فوق‌العاده
8. رئیس تشریفات پاپی (دفتر مراسم عبادی عالی‌ترین مقام پاپ)
9. روحانی عالی‌مقام افتخاری پاپ
10. کشیشان افتخاری پاپ
11. واعظ خانوار پاپی

اعضای غیرروحانی:
1. شاهزاده دستیار پاپی
2. مشاور عالی دولت واتیکان
3. فرمانده گارد سوئیسی
4. مشاوران دولت شهر واتیکان
5. رئیس آکادمی علوم پاپی
6. نجیب‌زادگان پاپی
7. دادستان کاخ‌های رسولی
8. افسران تشریفات
9. کسانی که به‌طور شخصی به پاپ خدمت می‌کنند
10. خدمتکار ویژه (واله)
11. رئیس تشریفات تالار پیش‌درگاه پاپی

## تاریخچهٔ خانوار پاپی

### دربار پاپی در قرون گذشته
در اواخر قرون وسطی، دربار پاپی به پیچیده‌ترین دستگاه اداری در اروپا تبدیل شده بود. در ایالت‌های پاپی، اشراف پاپی بخشی از این دربار را تشکیل می‌دادند و نقش‌ها و جایگاه‌های مختلفی در خانوار و دربار پاپی به‌مرور زمان تغییر و تکامل یافت. این نقش‌ها شامل عناوین متعددی مانند نگهبانان، مسئول لباس‌ها، نایب رئیس، نام‌گذار، اتاق‌دار، خزانه‌دار، پیشوایان کاخ، کتابدار، نگهبانان، صدر اعظم، پروتونوتاری‌ها، رئیس تشریفات، مدافع و بسیاری عناوین دیگر بود. این ساختار پیچیده نه‌تنها به امور مذهبی، بلکه به مدیریت و ادارهٔ ایالت‌های پاپی نیز می‌پرداخت.

### اصلاحات پاپ پل ششم
در ۲۸ مارس ۱۹۶۸، پاپ پل ششم با صدور یک نامهٔ موتو پروپریو به نام Pontificalis Domus، ساختار دربار پاپ را به‌طور اساسی بازسازی کرد و آن را به نام جدید «خانوار پاپی» (Pontificalis Domus) تغییر داد. پل ششم در توضیح این تغییر اعلام کرد که این نام «اصیل و نجیب» را بازمی‌گرداند و به این ترتیب تلاش کرد تا نظام سنتی و پیچیدهٔ دربار پاپی را ساده‌تر و کارآمدتر کند. بسیاری از مناصب در این ساختار جدید ادغام شده یا به‌طور کامل لغو شدند.
در این اصلاحات، بسیاری از مناصب تشریفاتی که دیگر عملکرد عملی نداشتند، صرفاً به عنوان عناوین افتخاری باقی ماندند. به عنوان مثال، در بخش کلیسای پاپی، مناصبی مانند کاردینال‌های پالاس، شاهزادگان دستیار تخت، رئیس تشریفات پاپی، وزیر امور داخلی، فرمانده سنتو اسپیریتو، قاضی رم، رئیس تشریفات اقامتگاه رسولی، کشیشان سری و افتخاری سری، و پیام‌رسانان رسولی لغو یا ادغام شدند.
از این پس، برخی از این مناصب با عنوان جدید «روحانی کلیسای پاپی» شناخته شدند که شامل کشیشان سری، کشیشان افتخاری سری، روحانیون سری و خدمتگزاران شمع‌دار می‌شد.

### تغییرات در خانوار پاپی
خانوار پاپی نیز تحت این اصلاحات گسترده دچار تغییرات شد. عناوینی مانند پیشوایان پالاس، رئیس اتاق، شنوای پاپ، رئیس تشریفات اقامتگاه رسولی، متصدی ارثی قصر رسولی، رئیس اسب‌سواران پاپی، بازرسان عمومی پست‌ها، نگهبانان گل رز طلایی و دبیر سفارت‌ها لغو شدند. همچنین کشیشان سری و افتخاری سری، که در گذشته جایگاه ویژه‌ای داشتند، به عنوان «کشیشان افتخاری پاپی» سازمان‌دهی شدند.
پاپ پل ششم همچنین تغییرات مهمی را در عناوین افتخاری کلیسایی اعمال کرد. این عناوین به سه دسته کاهش یافت: پروتونوتاری‌های رسولی، پیشوایان افتخاری پاپی و کشیشان افتخاری پاپی. دیگر عناوین افتخاری سنتی، مانند «مونسینیور»، که در طول قرون شکل گرفته بودند، لغو شدند.
این اصلاحات با هدف ساده‌سازی و کارآمدسازی ساختار اداری و تشریفاتی دربار و خانوار پاپی انجام شد. پل ششم تلاش کرد تا این ساختار را با نیازهای مدرن و واقعی کلیسا و جهان هماهنگ کند و از تکرار مناصب بی‌فایده و غیرضروری جلوگیری کند. این تغییرات همچنان به عنوان نقطهٔ عطفی در تاریخ ساختار اداری و تشریفاتی واتیکان شناخته می‌شود.